# زفونكاري

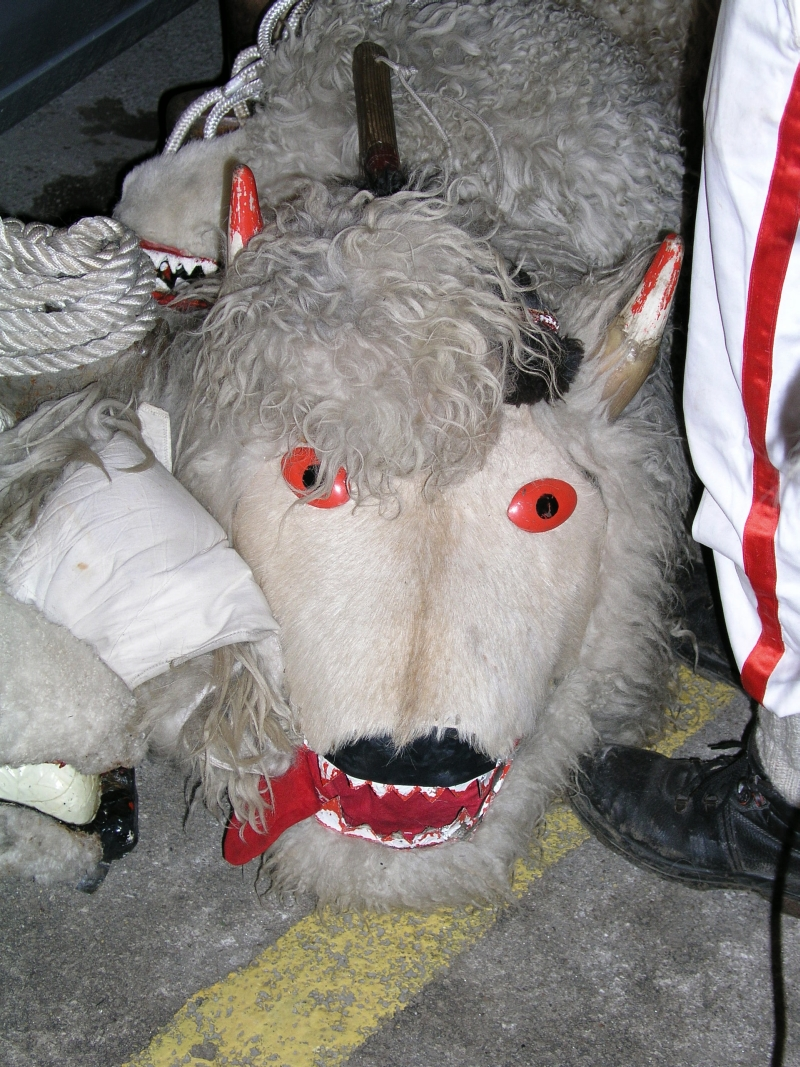
القناع

زفونكاري Zvončari (حاملو الحقائب) هي عادة شعبية مميزة يتم الحفاظ عليها في المنطقة المحيطة برييكا، كرواتيا. وقد تمت إضافته إلى قائمة اليونسكو التمثيلية للتراث الثقافي غير المادي للبشرية في عام 2009.

## تاريخها
يعود هذا الطقس إلى العصور القديمة الوثنية السلافية ويبقى نموذجي لهذه المنطقة. تتمثل المهمة الأساسية لـزفونكاري في تخويف أرواح الشتاء الشريرة وإثارة دورة فصل الربيع الجديدة. خلال كرنفال رييكا، يسير زفونكاري من قرية إلى أخرى في جميع أنحاء المنطقة، متبعًا نفس الطريق الذي يعود تاريخه إلى قرون مضت، مما يحدث قدرًا غير عادي من الضوضاء، يغذيها جزئيًا النبيذ الذي يقدمه السكان المحليون في الطريق.

## الطقوس
يشتمل زي زفونكاري القياسي على بنطلون أبيض وقميص مخطط وغطاء من جلد الغنم. يحملون في أيديهم "بالتا" أو "باكوكا"(صولجان منمق)، وحول الخصر أجراس نحاسية كبيرة أو أكثر. الزي يختلف من قرية إلى أخرى. فزفونكاري من هالوبيي في (Dondolaši) يرتدون أقنعة خاصة تمثل رؤوس حيوانات رائعة، في حين أن Zvončari من Žejane (يسكنها الإسترو-رومانيون ) و Brgud [الإنجليزية] يرتدون "قبعات الزهور". تزعم الأسطورة المحلية أن قبيلة زفونكاري هي التي أخافت الغزاة التتار أو الأتراك أثناء الغزو العثماني، حيث كان الرعاة يرتدون أقنعة على رؤوسهم، جنبًا إلى جنب مع الأجراس المربوطة بالأحزمة، مما أدى إلى إحداث ضوضاء تصم الآذان تخيف العدو بعيدًا. منذ ذلك الوقت فصاعدًا، أصبح الصولجان جزءًا من المعدات القياسية لـزفونكاري .

## المشاركات
يشارك فريق Zvončari بانتظام في كرنفال رييكا الدولي.

## أنظر أيضا
- بوشوياراش
- تقاليد جبال الألب ما قبل المسيحية
- كرنفال رييكا

## روابط خارجية
- زفونكاري هالوبيي
- دوندولاشي من جروبنيك
- كرنفال رييكا